# Изгожское
Изгожское или Изгожа — озеро в Глубоковской волости на границе с Болгатовской волости Опочецкого района Псковской области, в 25 км к востоку от города Опочка.
Площадь — 1,0 км² (98,0 га). Максимальная глубина — 20,0 м, средняя глубина — 5,0 м. Площадь водосборного бассейна — 37,0 км².
На восточном побережье озера расположена деревня Изгожье.
Проточное. Относится к бассейну реки Изгожка, притока реки Кудка, впадающей в Великую. На севере озера вытекает и начинает свой исток река Изгожка.
Тип озера лещово-уклейный. Массовые виды рыб: лещ, щука, плотва, окунь, уклея, ерш, линь, красноперка, густера, линь, караси золотой и серебряный, налим, язь, карп, вьюн, щиповка; широкопалый рак (единично).
Для озера характерны: дно в центральной части илистое, в литорали — песок, заиленный песок, глина, ил, камни; местами заиленные берега. Из озера поступает вода в карповые пруды.